# Процессы переброса

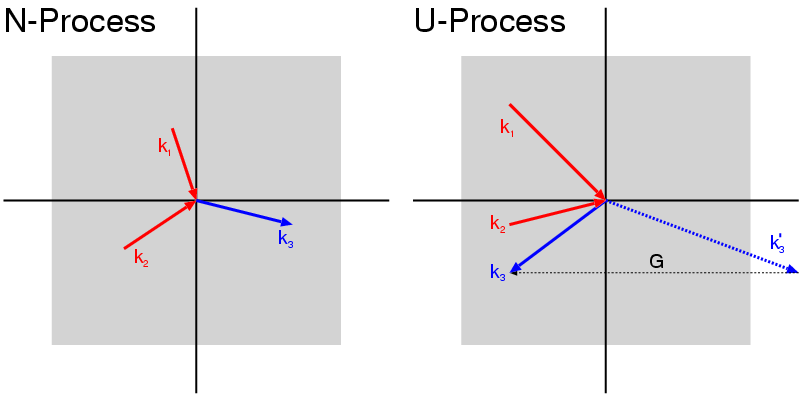
Рис 1.: Нормальный процесс (N-процесс) и Umklapp процесс (U-процесс). В то время как при нормальном процессе квазиимпульс фонона сохраняется, при процессе переброса квазиимпульс фонона меняется.

Рис 2.: k-векторы вне первой зоны Бриллюэна (красная) можно всегда привести к векторам в первой зоне (чёрная).

Процессы переброса — процессы столкновения между квазичастицами в кристаллах, при которых закон сохранения импульса выполняется с точностью до вектора обратной решётки.
{\displaystyle \hbar \mathbf {K} _{f}=\hbar \mathbf {K} _{i}+\hbar \mathbf {g} },
где {\displaystyle \hbar } — постоянная Планка, {\displaystyle \mathbf {K} _{i}} — суммарный начальный волновой вектор всех квазичастиц, {\displaystyle \mathbf {K} _{f}} — суммарный конечный волновой вектор всех квазичастиц, {\displaystyle \mathbf {g} } — произвольный вектор обратной решётки.
Процессы переброса важны, например, для такого явления, как теплопроводность диэлектриков. Благодаря этим процессам квазичастицы могут рассеиваться при столкновениях на большие углы.